# Nad Furmancom
Nad Furmancom byla přírodní rezervace v oblasti Muráňské planiny. Nacházela se v katastrálným území obce Tisovec v okrese Rimavská Sobota v Banskobystrickém kraji. Území bylo vyhlášeno či novelizováno v letech 1983, 1999 na rozloze 2,7800 ha. Ochranné pásmo nebylo stanoveno.
Přírodní rezervace byla k 1. říjnu 2022 zrušena a území bylo zařazeno do systému zón národního parku Muráňská planina.